# Goa (Burkina Faso)
Pour les articles homonymes, voir Goa (homonymie).
Goa est une localité située dans le département de Toma de la province du Nayala dans la région de la Boucle du Mouhoun au Burkina Faso.